# Frédérick Raynal
Frédérick Raynal (Brive-la-Gaillarde, 15 maggio 1966) è un autore di videogiochi francese, noto per i suoi lavori con Infogrames, Adeline Software International e No Cliché.
L'opera che lo portò alla notorietà fu Alone in the Dark, il gioco che ha fatto da apripista al genere dei survival horror. Raynal è conosciuto anche per la serie di Little Big Adventure.
È sposato con Yaël Barroz, altra programmatrice di videogiochi, con la quale ha avuto due figli e con cui possiede la società Ludoïd.

## Carriera
Frédérick Raynal è nato nel 1966 a Brive-la-Gaillarde, Corrèze (Francia). A partire dagli anni del liceo, Raynal ha iniziato presto a progettare giochi, tra cui Laser (1979) per la ZX81 . Con il suo primo gioco commerciale, Robix 500 (1983), Raynal ha venduto circa 80 copie. Sempre il quel periodo, Raynal ha anche progettato una suite di emulatori Minitel detta Minitelec per l'Amstrad CPC. Ha anche sviluppato la grafica per il gioco PopCorn (1988).
Dopo l'adesione alla neonata Infogrames ha progettato Alpha Waves (1990), un gioco che ha aperto nuovi confini nel mondo videoludico ed è considerato il primo vero gioco di platform 3D.
Convinto dalla sua esperienza con Alpha Waves che i tempi erano maturi per la grafica 3D, con la sua squadra ha iniziato a produrre Alone in the Dark (1992), e ha lavorato su parti del sequel (Alone in the Dark 2) prima di lasciare l'azienda. I giochi sono stati molto influenti sul settore del gioco in generale e sulla crescita e il successo di Infogrames in particolare.
Raynal ha fondato l'Adeline Software International nel 1993, con diversi ex membri Infogrames. Con questo nuovo team, Raynal ha prodotto Little Big Adventure (1994), Time Commando (1996) e Little Big Adventure 2 (1997). Ha anche partecipato alla programmazione di Fade to Black su PlayStation (1995).
L'Adeline è stata acquistata da SEGA nel 1997 e divenne No Cliché. Con No Cliché, Raynal e il suo team hanno prodotto Toy Commander (1999) e Toy Racer (2000) per Sega Dreamcast.
Per un certo tempo Raynal ha anche lavorato ad un survival horror chiamato "Agartha", la cui produzione fu annullata a causa della decisione di SEGA interrompere lo sviluppo su Dreamcast. Restò a lavorare con No Cliché ancora per un po' di tempo, nel tentativo di creare una versione PC di Toy Commander. Tuttavia, il gruppo si è sciolto prima che potesse essere finito.
Raynal ha anche lavorato brevemente con il Little World Studio prima di formare la sua società attuale, Ludoïd.
Nel 1997 Raynal è stato accreditato nel film cortometraggio, Double Jeu.
Il 13 marzo 2006, Frédérick Raynal insieme a Shigeru Miyamoto e Michel Ancel è stato nominato cavaliere dell'Ordine delle Arti e delle Lettere dal Ministro della Cultura e della Comunicazione francese, Renaud Donnedieu de Vabres. È stata la prima volta che degli sviluppatori di videogiochi sono stati insigniti di questo premio.
Frédérick Raynal ha collaborato come consulente nella progettazione di Soul Bubbles, un gioco per il Nintendo DS, pubblicato da Eidos Interactive. Ha lasciato il progetto nella primavera del 2006 per iniziare una nuova collaborazione con Ubisoft Montpellier. All'E3 2010 è stato annunciato che Raynal stava lavorando Battle Tag, ossia un sistema di gioco che permette a due o più giocatori di spararsi a vicenda con delle pistole laser, in grado di individuare la destinazione del colpo e tener conto del punteggio.
Frédérick Raynal nel dicembre 2011 ha messo in commercio, con la sua società, Ludoïd, il puzzle game bOxOn, tradotto in 15 lingue, e disponibile per PC e iOS.

## Giochi programmati da Frédérick Raynal

### Indipendente
- Laser (1979, ZX81)
- Robix 500 (1986, PC) (anche noto come Robix)
- PopCorn (1988, PC)

### Con Infogrames
- The Toyottes (1990, porting per PC di un gioco per Amiga)
- SimCity CDTV (1990, porting per PC di un gioco per Amiga CDTV)
- Alpha Waves (1991, porting per PC di un gioco per Atari ST di Christophe de Dinechin)
- Alone in the Dark (1992, PC)

### Con Adeline Software International
- Little Big Adventure (1994, PC/PlayStation) (anche noto come Relentless: Twinsen's Adventure)
- Time Commando (1996, PC/PlayStation)
- Little Big Adventure 2 (1997, PC) (anche noto come Twinsen's Odyssey)

### Con No Cliché
- Toy Commander (1999, Dreamcast)
  - Toy Commander: Christmas Surprise (2000, Dreamcast)
- Toy Racer (2000, Dreamcast)
- Agartha (Annullato)

### Con F4
- Trium Planeta (Annullato)

### Con Eidos
- Soul Bubbles (2008, Nintendo DS) – Consulente (2006)

### Con Ubisoft
- Battle Tag (2010) – Direttore creativo
- Treasure Hunter Institute (Annullato)

### Con Ludoïd
- bOxOn (2011) - PC/iPad/iPhone/iPod - Direttore e Programmatore